# Confessore
Confessore, dal latino cōnfitērī (‘confessare’, ‘professare’), era il titolo onorifico usato per designare quei cristiani che con coraggio avevano professato pubblicamente la fede in Cristo durante le persecuzioni ed erano stati puniti con la prigione, la tortura, l'esilio o il lavoro nelle miniere, rimanendo fedeli alla loro confessione fino alla fine delle loro vite.

## Etimologia e significato primitivo
La parola confiteri fu introdotta per la prima volta nella lingua latina dai cristiani. Il sostantivo derivante da questo verbo veniva usato come titolo onorifico per designare quei coraggiosi campioni della Fede che avevano professato pubblicamente Cristo durante le persecuzioni ed erano stati puniti con la prigione, la tortura, l'esilio o il lavoro nelle miniere, rimanendo fedeli nella loro confessione fino alla fine delle loro vite. Questo titolo fu introdotto per distinguere queste persone dai martiri, così chiamati perché rinunciarono alla loro vita per non rinnegare la loro Fede. La prima prova chiara della distinzione di cui si è appena parlato fu scoperta da De Rossi (Bullettino di archeologia cristiana, 1864 pagina 30) in un epitaffio che recita: A Domino coronati sunt beati confessores comites martyrum Aurelius Diogenes confessor et Valeria Felicissima vivi in Deo fecerunt (I benedetti confessori, compagni dei martiri, sono stati incoronati da Dio. Aurelius Diogenes, confessore, e Valeria Felicissima eressero questo monumento durante la loro vita). Il primo ad usare questo termine fra gli scrittori fu san Cipriano di Cartagine (Epistole XXXVII): Is demum confessor illustris et verus est de quo post-modum non erubescit Ecclesia sed gloriatur (In verità, di quell'illustre confessore, la Chiesa non si vergogna, ma si vanta); in questo passaggio egli spiegava che il titolo di confessore non si meritava solo patendo per la Fede, ma perseverando fino alla fine. Gli scrittori cristiani del IV secolo, poi, utilizzarono il titolo solamente in questa accezione. Sidonius Apollinaris (Carmen, XVII), per fare un esempio, scriveva, Sed confessorem virtutum signa sequuntur (Ma segni di potere seguono il confessore). Un uso simile può essere trovato in Lactantius, De mortibus persecutorum, XXXV; San Girolamo, Epistole LXXXII, 7; Prudenzio, Peristephanon, 55, ecc.

## Significato successivo
Dopo la metà del IV secolo la parola confessore venne usata per designare quegli uomini di straordinarie virtù e sapienza che professavano la Fede in Cristo davanti al mondo attraverso la pratica delle virtù eroiche, attraverso i loro scritti e le loro predicazioni (senza necessariamente arrivare al martirio). In conseguenza di ciò iniziarono ad essere oggetto di venerazione, e vennero erette in loro onore delle cappelle (martyria), cosa che nei secoli precedenti era stata riservata solo ai martiri. Nella Chiesa Orientale i primi confessori che ricevettero un culto pubblico furono gli abati Antonio l'Anacoreta e Ilarione di Gaza e i vescovi Filogonio di Antiochia e Atanasio di Alessandria. Ad Occidente papa Silvestro I veniva venerato in questo modo anche prima di Martino di Tours, come si può evincere dal Kalendarium pubblicato da Fouteau – un documento che risale certamente ai tempi di Papa Liberio.

## Significato attuale
Fin dal tempo in cui i pontefici romani si riservarono la decisione definitiva sulle cause di canonizzazione e di beatificazione, il titolo di confessore (pontefice, non-pontefice, dottore) viene attribuito solamente a quegli uomini che si sono distinti per le loro virtù eroiche ed a cui Dio ha concesso di fare miracoli. Il titolo viene solennemente attribuito dalla Chiesa ed il confessore viene proposto ai fedeli come oggetto di venerazione.